# Ogasawaracris gloriosus
Ogasawaracris gloriosus är en insektsart som beskrevs av Ito, G. 2003. Ogasawaracris gloriosus ingår i släktet Ogasawaracris och familjen gräshoppor. Inga underarter finns listade i Catalogue of Life.